# Villa de Guadalupe
Villa de Guadalupe là một đô thị thuộc bang San Luis Potosí, México. Năm 2005, dân số của đô thị này là 9238 người.